# تنقيط خطي (رسوميات حاسوبية)

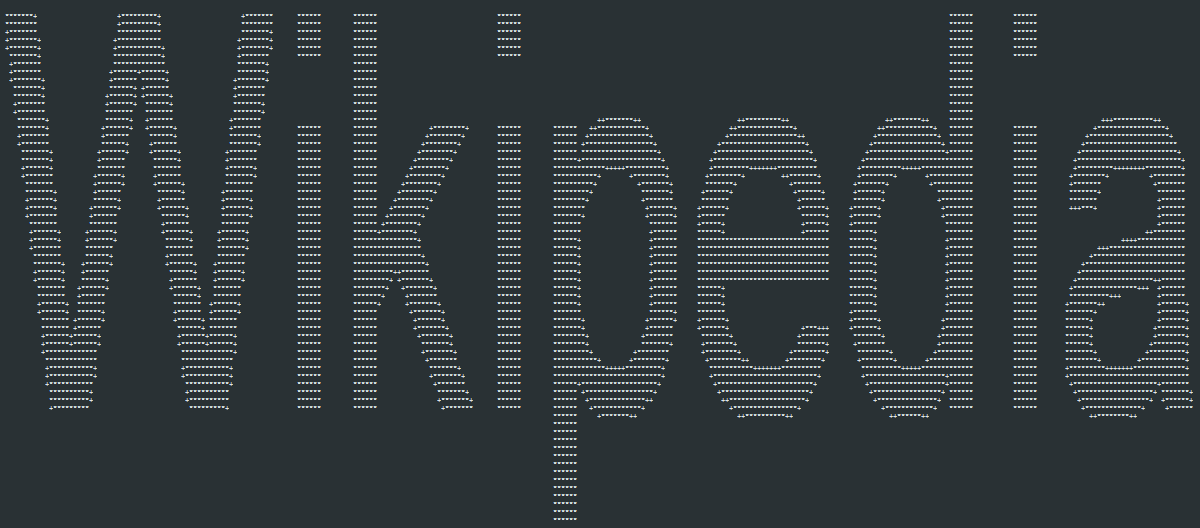
نص "Wikipedia" وقد صير إلى صورة بت ماب كتبت بعدها في ملف نصي.

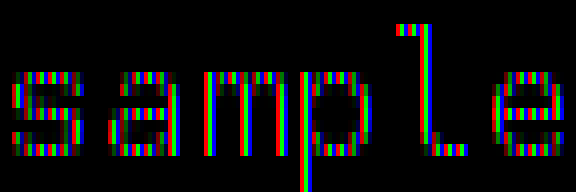
نص "sample" وقد صير إلى صورة نقطية وكبّر كثيرًا حتى بانت بكسلاته.

التنقيط الخطي وصف للعملية التي تُحول أو تُصيَّر فيها النصوص المكتوبة من هيئتها المتجهية إلى صور نقطية، ويكون ذلك باستخدام برنامج للتحويل بالاستناد إلى نوع خط معين. أحد البرامج المستخدمة في هذا المجال خاصة في البرامج الحرة برنامج فري تاي.